# Jiro Kuroshio
Sōjirō Higuchi (樋口 壮士朗, Higuchi Sōjirō, nasceu em 10 de setembro de 1992) mais conhecido pelo seu Nome no ringue Jiro Kuroshio (黒潮 二郎, Kuroshio Jirō). Ele trabalha para a Wrestle-1 e é um ex Campeão de Trios da UWA.

## Início da vida
Higuchi nasceu em Adachi, Tóquio. Quando ele era jovem, ele participava muitas vezes em eventos de luta profissional com seu pai, que era um fã. Seu pai tornou-se amigo com o irmão mais velho de Yoshihiro Tajiri, que por sua vez levou a uma amizade com o próprio Tajiri. Ele começou a treinar na promoção do Tajiri a Hustle quando ele tinha 14 anos. Ou seja, sem um plano definitivo para fazendo uma estréia profissional além de outros compromissos para além de wrestling, como a escola, O interesse de Higuchi no wrestling diminuiu e ao mesmo tempo ele afastou-se do desporto. Ele acabou por voltar ao wrestling juntando-se ao campo de treino da Smash.

## Carreira na luta profissional

### Inicio da Careira
Usando o nome de ringue Jiro Kuroshio, Higuchi fez sua estréia na luta profissional em 30 de dezembro de 2011 contra o companheiro participante acampamento do Koji Doi no evento "Smash 24". Ele adotou o nome "Kuroshio" a partir do nome do restaurante nabemono operado pelos seus pais, "Nabeya Kuroshio". A Smash faliu em março de 2012 e em 5 de abril de 2012 Kuroshio, junto com Tajiri e outros lutadores, arbitrios e estagiários, mudaram-se para a Wrestling New Classic.
Na WNC Before the Dawn, Kuroshio lutou a sua primeira luta na Wrestling New Classic, perdendo contra Josh O'Brien. No evento no Korakuen Hall em 30 de agosto de 2012, depois de derrotar Koji Doi, Kuroshio anunciou que estava se tornar um aprendiz de Hajime Ohara e juntou-se a eqiupa de Ohara "DQN". Em 16 de julho de Kuroshio, Lin Byron e Tsubasa derrotaram The Bodyguard, Mio Shirai e Takuya Kito nas finais de um torneio de seis pessoas para ganhar o Kito Cup 2012, com Byron fezendo pin ao criador do torneio Kito para a ganhar Ele também participou na Dave Finlay Cup 2012, perdendo contra Koji Doi na semifinal. Em 2013 ele modou o nome de ringue dele para "Jiro Ikemen Kuroshiro" e adoptou uma personagem de "ikemen". Como no ano anterior, ele participou na Dave Finlay Cup, perdendo contra Kaji Tomato. Em 01 de julho de 2014 Kuroshio foi para a Wrestle-1.

### Wrestle-1 (2014-presente)
Ele fez a sua estreia na Wrestle-1 em abril, Kuroshio juntou-se mesmo á companhia em 1 de Julho, ao mesmo tempo que Tajiri, Akira, Yusuke Kodama, Koji Doi e Rionne Fujiwara que foram-se embora da WNC. Kuroshio rapidamente criou um grupo chamado Novus com Kodama, Doi and Fujiwara. Em Agosto de 2014 ele derrotou Andy Wu para qualificar-se, para merecer o direito para entrar torneio inaugural do Wrestle-1 championship, e ele perdeu para Masayuki Kono na primeira ronda. Em Novembro de 2014 ele formou uma equipa chamada "Ikemen Samurai" com Masakatsu Funaki e competiram no torneio inaugural pelos Wrestle-1 Tag-Team Championship. Com Kuroshio a fazer equipa com Funaki e Doi juntou-se aos Desperado, os Novus acabaram silenciosamente. Em 30 de Maio, Kuroshio participou e ganhou o torneio Road to Keiji Mutoh para merecer o direito para enfrentar Keiji Mutoh num combate e perdeu. Ele chegou até às semifinais da Wrestle-1 Grand Prix de 2015 e depois perdeu para o vencedor do torneio Manabu Soya e ele teve algumas vitórias impressionantes ao vencer o seu antigo mentor Tajiri e o Wrestle-1 Champion Kai.
Depois do torneio, Kuroshio formou um grupo chamado Jackets com Yasufumi Nakanoue e Seiki Yoshioka. Em 9 de Outubro de 2015 o trio derrotou  os New Wild Order (Akira, Jun Kasai e o Kumagoro) para gnhar os UWA World Trios Championship que estavam desocupados. Em 3 de Novembro, eles perderam os títulos para os Real Desperado (Kazma Sakamoto, Koji Doi e o Nosawa Rongai) mas eles voltaram a ganhar os títulos de 27 de Novembro. Em 7 de Janeiro, de 2016, os Jackets tiveram de desocupar os títulos devido a Yoshioka estar lesionado e por não conseguirem  defender os titulos no dia 10 de Janeiro. Em 31 de Janeiro, os Jackets perderam para Kaz Hayashi, Minoru Tanaka e Tajiri pelos títulos desocupados.

## Titulos e premios
- Wrestle-1
  - UWA World Trios Championship (2 vezes) com Yasufumi Nakanoue e Seiki Yoshioka
  - Road To Keiji Mutoh Tournament (2015)
- Wrestling New Classic
  - Kito Cup (2012) – com Lin Byron e Tsubasa[2]

## Ver tambem
- UWA World Trios Championship
- Lista dos Empergados da Wrestle-1

## Referencias
1. 1 2  «黒潮"イケメン"二郎 KUROSHIO IKEMEN JIRO - W-1 Official Website». Consultado em 2 de dezembro de 2015. Arquivado do original em 8 de dezembro de 2015
2. 1 2  7・16大阪世界館大会 全試合結果. Wrestling New Classic (em japonês). 17 de julho de 2012. Consultado em 17 de julho de 2012[ligação inativa]
3. ↑  «ＴＡＪＩＲＩ、児玉らＷ‐１所属に» [Tajiri, Kodama, et al. moving to Wrestle-1] (em japonês). 18 de junho de 2014. Consultado em 2 de dezembro de 2015
4. ↑  «「Wrestle-1 Tour 2015 Autumn Bout」». Wrestle-1 (em japonês). 3 de novembro de 2015. Consultado em 3 de novembro de 2015. Arquivado do original em 17 de novembro de 2015
5. ↑  «Wrestle-1 Tour 2015 Autumn Bout». Wrestle-1 (em japonês). 27 de novembro de 2015. Consultado em 27 de novembro de 2015. Arquivado do original em 8 de dezembro de 2015
6. ↑  «吉岡欠場によりJacketsがUWA世界6人タッグ返上！王座決定戦は1.31大阪に！―2016.1.7記者会見». Wrestle-1 (em japonês). 7 de janeiro de 2016. Consultado em 7 de janeiro de 2016